# 蘇厄德 (紐約州)
蘇厄德（英語：Seward）是一個位於美國紐約州斯科哈里縣的鎮。

## 人口
根據2020年美國人口普查的數據，蘇厄德的面積為94.42平方千米，當中陸地面積為94.22平方千米，而水域面積為0.20平方千米。當地共有人口1583人，而人口密度為每平方千米17人。